# マーティン・ビシ
マーティン・ビシ（Martin Bisi、1961年 - ）は、アメリカの音楽プロデューサーにしてソングライター。
ソニック・ユース、スワンズ、ジョン・ゾーン、マテリアル、ビル・ラズウェル、ヘルメット、アンセイン、ドレスデン・ドールズ、コップ・シュート・コップ、ホワイト・ゾンビ、ボアダムス、エンジェルズ・オブ・ライト、JGサールウェル、ハービー・ハンコックのグラミー賞を受賞した曲「ロックイット」などの重要なレコードを録音したことで知られている。

## 生い立ち
マーティン・ビシは1961年にアルゼンチンの両親に生まれ、マンハッタンで育った。母親はリストとショパンを専門とするコンサート・ピアニストとして広範囲にわたってツアーを行い、父親は趣味でタンゴ・スタイルのピアノを演奏していた。1960年代の子供の頃、両親は彼をフランスの学校に送り、音楽のレッスンを与え、ニューヨーク・フィルハーモニックやオペラの公演に連れて行ったが、そのすべてに反抗した。

## キャリア
1981年、彼はブルックリンのゴーワヌス地域でビル・ラズウェルとブライアン・イーノと共にBCスタジオ（当初はOAOスタジオ、オペレーション・オール・アウト・スタジオと名付けられた）を開始し、そこでリディア・ランチ、ライヴ・スカル、フレッド・フリス、アフリカ・バンバータなど、1980年代初頭のノー・ウェイヴ、アヴァンギャルド、ヒップホップなどの録音を行った。1982年に彼はホイットニー・ヒューストンがリード・シンガーとして録音した最初の曲「Memories」のインストゥルメンタルをマテリアルのアルバム『ワン・ダウン』において録音した。ハービー・ハンコックの「ロックイット」を録音した直後、ビシはビル・ラズウェルから離れたが、フィータスやセレナ・マニッシュなどの大音量で密度の高いサウンドを専門として、現在までBCスタジオで働き続けてきている。
2021年には、トラヴィス・デュオのアルバム『Hypnagogia』で仕事した。

### ソロ・キャリア
ビシは自身の作品も数多く残している。
2009年、ビシはアメリカとヨーロッパで最初の大規模なツアーを行った。
2014年、BCスタジオに関する長編ドキュメンタリー『Sound & Chaos: "The Story Of BC Studio"』をサポートした。これは、サラ・リーヴィットとライアン・ダグラスが監督を務めた。
2016年1月、ビシはBCスタジオの35周年を祝い、何十年にもわたってそこで働いてきた50人近くのミュージシャンたちによる週末のパフォーマンスを行った。これらは録音され、2018年4月20日にBronson Recordingsからリリースされた『BC35』というアルバムに組み込まれた。ビシは、参加ミュージシャンが変化するメンバーを含むマーティン・ビシ・バンドと呼ばれる自身のバンドで『BC35』をサポートするツアーを続けている。

## ディスコグラフィ

### リーダー・アルバム
- Creole Mass (1988年、New Alliance/SST) ※with リー・ラナルド、フレッド・フリス
- All Will Be Won (1992年、New Alliance/SST)
- See Ya in Tiajuana (1994年、New Alliance/SST) ※EP
- Dear Papi I'm in Jail (1996年、New Alliance/SST) ※EP
- Milkyway of Love (1999年、Stripmine)
- Sirens of the Apocalypse (2008年、Labelship, Black Freighter)
- Son of a Gun (2010年、Contraphonic, Black Freighter) ※EP。with ビル・ラズウェル、ブライアン・ヴィグリオーネ (ドレスデン・ドールズ)、ボブ・ダミーコ (セバドー)
- Ex Nihilo (2014年、Labelship, Black Freighter)
- Solstice (2019年、Bronson Recordings)
- Feral Myths (2022年、Black Freighter)
- Your Ultimate Urban Fantasy (2024年、Black Freighter) ※EP